# Vrij beroep
Een vrij beroep is een beroep dat niet in dienstverband wordt uitgeoefend. De exacte definitie verschilt van land tot land.

## Nederland
Onder een vrij beroep wordt verstaan een beroep dat wordt uitgeoefend op grond van een relevante beroepskwalificatie door een persoon die persoonlijk, op eigen verantwoordelijkheid en professioneel onafhankelijk, intellectueel-ideële prestaties verricht ten behoeve van de opdrachtgever en de samenleving in het algemeen.
Gelet op het algemeen belang van de vrije beroepen en de noodzaak tot het beschermen van burgers tegen slechte uitvoeringspraktijken, worden vrije beroepen gereguleerd. Toegang tot het beroep is aan bepaalde voorwaarden gebonden, er is een openbaar register van toegelaten beroepsbeoefenaars en toezicht op de kwaliteit van de uitoefening van het beroep.
Deze regulering heeft een wettelijke basis, de daadwerkelijke invulling en handhaving wordt veelal neergelegd bij een Orde of Kamer. De beroepsuitoefening is onderworpen aan een beroepsstatuut. Dit beroepsstatuut beoogt het garanderen en bevorderen van de professionaliteit, de kwaliteit en de vertrouwensrelatie met de opdrachtgever, cliënt of patiënt. Niet voldoen aan het beroepsstatuut kan leiden tot sancties en uiteindelijk tot het intrekken van de bevoegdheid tot uitoefening van het beroep.
Regelmatig wordt de term vrij beroep abusievelijk gebruikt voor alle beroepen waarbij de beoefenaar zich als zelfstandig, vrije ondernemer kan vestigen. Weliswaar kunnen beoefenaars van verschillende vrije beroepen als zelfstandig ondernemer werken, maar lang niet alle beroepen waarbij men zich zelfstandig kan vestigen zijn vrije beroepen.
Vrije beroepen zijn (onder andere):
- accountants
- advocaten
- apothekers
- architecten
- artsen
- verpleegkundigen
- belastingadviseurs
- dierenartsen
- gerechtsdeurwaarders
- tuin- en landschapsarchitecten
- landmeter-expert
- loodsen
- specialisten (medici)
- notarissen
- octrooigemachtigden
- tandartsen

### Geschiedenis
De opleiding tot een vrij beroep hield - in tegenstelling tot de opleiding tot een ambacht - onder meer de bestudering van de zeven vrije kunsten in. In oorsprong bestonden de vrije beroepen alleen uit medici en juristen.

### Beroepscode
In de afgelopen drie eeuwen zijn de beroepscodes voor de vrije beroepen steeds sterker ontwikkeld, inclusief erkenning van het beroepsgeheim, het recht om te zwijgen over opdrachtgevers of feiten die een beroepsbeoefenaar tijdens de uitoefening van zijn beroep te weten is gekomen.

## België

### Definitie
Volgens artikel I.1, eerste lid, 14° van het Wetboek van Economisch Recht is een beoefenaar van een vrij beroep elke onderneming wier activiteit er hoofdzakelijk in bestaat om, op onafhankelijke wijze en onder eigen verantwoordelijkheid, intellectuele prestaties te verrichten waarvoor een voorafgaande opleiding en een permanente vorming is vereist en die onderworpen is aan een plichtenleer waarvan de naleving door of krachtens een door de wet aangeduide tuchtrechtelijke instelling kan worden afgedwongen. Hieronder vallen onder meer een aantal juridische beroepen (bijvoorbeeld advocaat, notaris, gerechtsdeurwaarder), medische beroepen (bijvoorbeeld arts, apotheker), financiële beroepen (boekhouder, accountant, bedrijfsrevisor) en bouwkundige beroepen (bijvoorbeeld architect, landmeter-expert). Er bestaat evenwel geen autoritatieve lijst van vrije beroepen.

### Ondernemingsnummer in België
Vanaf 1 juli 2009 moeten alle vrije beroepers gevestigd in België ook ingeschreven zijn in de Kruispuntbank van Ondernemingen. Deze inschrijving gebeurt na betaling van administratiekosten via een ondernemersloket.